# Comuna Sigtuna
Sigtuna (Sigtuna kommun) este o comună din comitatul Stockholms län, Suedia, cu o populație de 43.372 locuitori (2013).

## Geografie

### Zone urbane
Lista celor mai mari zone urbane din comună (anul 2015) conform Biroului Central de Statistică al Suediei:
| Nr | Zona urbană             | Pop.   |
| -- | ----------------------- | ------ |
| 1  | Märsta                  | 27.034 |
| 2  | Sigtuna                 | 9.074  |
| 3  | Rosersberg              | 1.765  |
| 4  | Ölsta și Steningehöjden | 1.130  |
| 5  | Granby                  | 240    |

## Demografie
| \| Evoluția demografică în comuna Sigtuna, 1970–2015 \| Evoluția demografică în comuna Sigtuna, 1970–2015 \| Evoluția demografică în comuna Sigtuna, 1970–2015 \| Evoluția demografică în comuna Sigtuna, 1970–2015 \| Evoluția demografică în comuna Sigtuna, 1970–2015 \| \| ----------------------------------------------------------------------------------------------------- \| ------------------------------------------------- \| ------------------------------------------------- \| ------------------------------------------------- \| ------------------------------------------------- \| \| An \| \| \| Locuitori \| \| \| 1970 \| 1970 \| \| 26062 \| 26062 \| \| 1975 \| 1975 \| \| 26615 \| 26615 \| \| 1980 \| 1980 \| \| 28276 \| 28276 \| \| 1985 \| 1985 \| \| 29300 \| 29300 \| \| 1990 \| 1990 \| \| 31485 \| 31485 \| \| 1995 \| 1995 \| \| 33406 \| 33406 \| \| 2000 \| 2000 \| \| 35001 \| 35001 \| \| 2005 \| 2005 \| \| 36711 \| 36711 \| \| 2010 \| 2010 \| \| 39990 \| 39990 \| \| 2015 \| 2015 \| \| 44786 \| 44786 \| \| Sursa: SCB - Statistika Centralbyrån, Folkmängd efter region, civilstånd, ålder och kön. År 1968–2016 \| \| \| \| \| |      |  |           |       |
| Evoluția demografică în comuna Sigtuna, 1970–2015 |      |  |           |       |
| An |      |  | Locuitori |       |
| 1970 | 1970 |  | 26062     | 26062 |
| 1975 | 1975 |  | 26615     | 26615 |
| 1980 | 1980 |  | 28276     | 28276 |
| 1985 | 1985 |  | 29300     | 29300 |
| 1990 | 1990 |  | 31485     | 31485 |
| 1995 | 1995 |  | 33406     | 33406 |
| 2000 | 2000 |  | 35001     | 35001 |
| 2005 | 2005 |  | 36711     | 36711 |
| 2010 | 2010 |  | 39990     | 39990 |
| 2015 | 2015 |  | 44786     | 44786 |
| Sursa: SCB - Statistika Centralbyrån, Folkmängd efter region, civilstånd, ålder och kön. År 1968–2016 |      |  |           |       |